# Georg Christoph Kick
Georg Christoph Kick (* 12. November 1754 in Alsfeld; † 19. Januar 1825 ebenda) war ein hessischer Fabrikant und Politiker und Abgeordneter der 2. Kammer der Landstände des Großherzogtums Hessen.
Georg Christoph Kick war der Sohn des Handelsmanns Johann Leonhard Kick (1718–1782) und dessen Ehefrau Maria Elisabeth, geborene Semmler (1726–1788). Kick, der evangelischen Glaubens war, war Fabrikant in Alsfeld und heiratete Henriette geborene Belzer, die Tochter des Pfarrers aus Breidenbach.
Von 1820 bis 1824 gehörte er der Zweiten Kammer der Landstände an. Er wurde für den Wahlbezirk der Stadt Alsfeld gewählt. In Alsfeld war er auch Stadthauptmann.